# Bulbophyllum lacinulosum
Bulbophyllum lacinulosum är en orkidéart som beskrevs av Johannes Jacobus Smith. Bulbophyllum lacinulosum ingår i släktet Bulbophyllum och familjen orkidéer. Inga underarter finns listade i Catalogue of Life.